# Reformierte Kirche Schmitten-Seewis

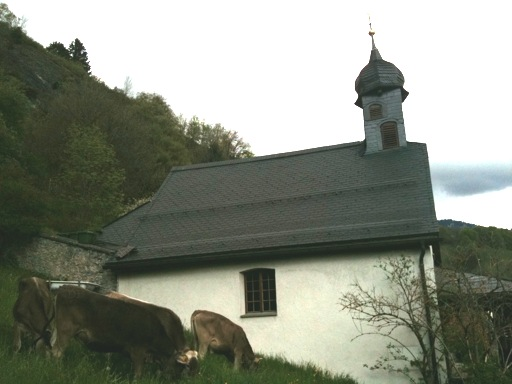
Aussenansicht

Die reformierte Kirche in Schmitten im Prättigau ist ein evangelisch-reformiertes Gotteshaus unter dem Denkmalschutz des Kantons Graubünden. Die Kirche mit kleinem Zwiebelhelm auf einem Dachreiter befindet sich mit terrassenförmig angelegtem Friedhof in Hanglage zuoberst im Weiler und nur wenige hundert Meter vor dem Dorfübergang zu Grüsch.

## Geschichte und Ausstattung
Die Kirche wurde ein halbes Jahrhundert nach den Bündner Wirren 1695/96 für die reformierten Bürger von Schmitten und Pardisla errichtet und am 21. Juni 1696 eingeweiht. 1972/73 erfolgte eine Restaurierung, bei der die schalldeckellose Kanzel tiefer gelegt und auf der Westseite eine Empore eingebaut wurde. Dabei wurde auch die Decke erneuert, in 70 Felder gegliedert und mit Hilfe von Schablonenmalerei verziert.
Der Kirchenraum präsentiert sich als geostete Saalkirche. Über der an der Ostwand angebrachten Kanzel, der ein Tauftisch vorangestellt ist, steht das biblische Wort: «Jesus Christus spricht: Ich bin das Licht der Welt. Joh 8,12»
Die Orgel stammt aus dem Jahr 1970, verfügt über ein Manual und fünf Register.

## Kirchliche Organisation
Schmitten bildet innerhalb der Evangelisch-reformierten Landeskirche Graubünden eine Kirchgemeinde mit Seewis, wo sich auch das Pfarrhaus befindet.